# Маткор
Маткор (англ. Mathcore), также известный как математический хардкор, математический металкор — ритмически сложный и диссонансный стиль металкора. Он берёт своё начало в творчестве групп Converge, Botch и The Dillinger Escape Plan. Термин маткор применяется по аналогии с мат-роком. И маткор, и мат-рок используют нестандартные тактовые размеры. Мат-рок-группы, как, например, Slint, Don Caballero, Shellac и Drive Like Jehu имели некоторое влияние на маткор, хоть он и больше приближен к металкору. Жанр часто путают с хаотик-хардкором. Некоторые выдающиеся группы маткора (The Dillinger Escape Plan, Some Girls, Daughters) ассоциируются с грайндкором.

## Характеристика
Музыка обычно наполнена диссонансом, отчасти сложными риффами, сложными тактовыми размерами и структурами песен, и обычно неразборчивым вокалом. Длительность песен варьируется от нескольких секунд до более 15 минут. На маткор также оказали влияние фри-джаз.

## История
Альбом My War (1984) американской хардкор-панк группы Black Flag оказался ранним предвестником маткора. Многие маткор-группы воздали должное Black Flag на трибьют-альбоме Black on Black: A Tribute to Black Flag (2002).
Термин «маткор» является словослиянием мат-рока и хардкор-панка. Самые ранние записи этого гибрида содержат группы Rorschach, Starkweather, Botch и Converge. На протяжении 1990-х стали появляться и другие группы: Cave In из Массачусетса, Cable из Коннектикута, Coalesce из Канзас-Сити, Knut из Швейцарии. Считается, что термин был введён в связи с изданием дебютного альбома Calculating Infinity (1999) группы The Dillinger Escape Plan, которую нарекли «первой в маткоре».
В начале 2000-х появляются новые группы, как, например, Norma Jean (ранние записи которой часто сравнивают с Converge или Botch), Car Bomb, The Locust, Daughters, Some Girls, Look What I Did и The Number Twelve Looks Like You.

## Нойзкор
В 1990-х многие группы, теперь описываемые как маткор, обозначали термином нойзкор. В частности, Кевин Стюарт-Панко, редактор журнала Terrorizer, такие группы, как Neurosis, Deadguy, Cave In, Today Is the Day, The Dillinger Escape Plan, Converge, Coalesce, Candiria и Botch обозначил термином нойзкор. Он описал звучание этих групп как "энергичную, неистовую, дискордантную, техничную, брутальную смесь без правил из метала, хардкора, прог-рока, мат-рока, грайнда и джаза».

## Группы

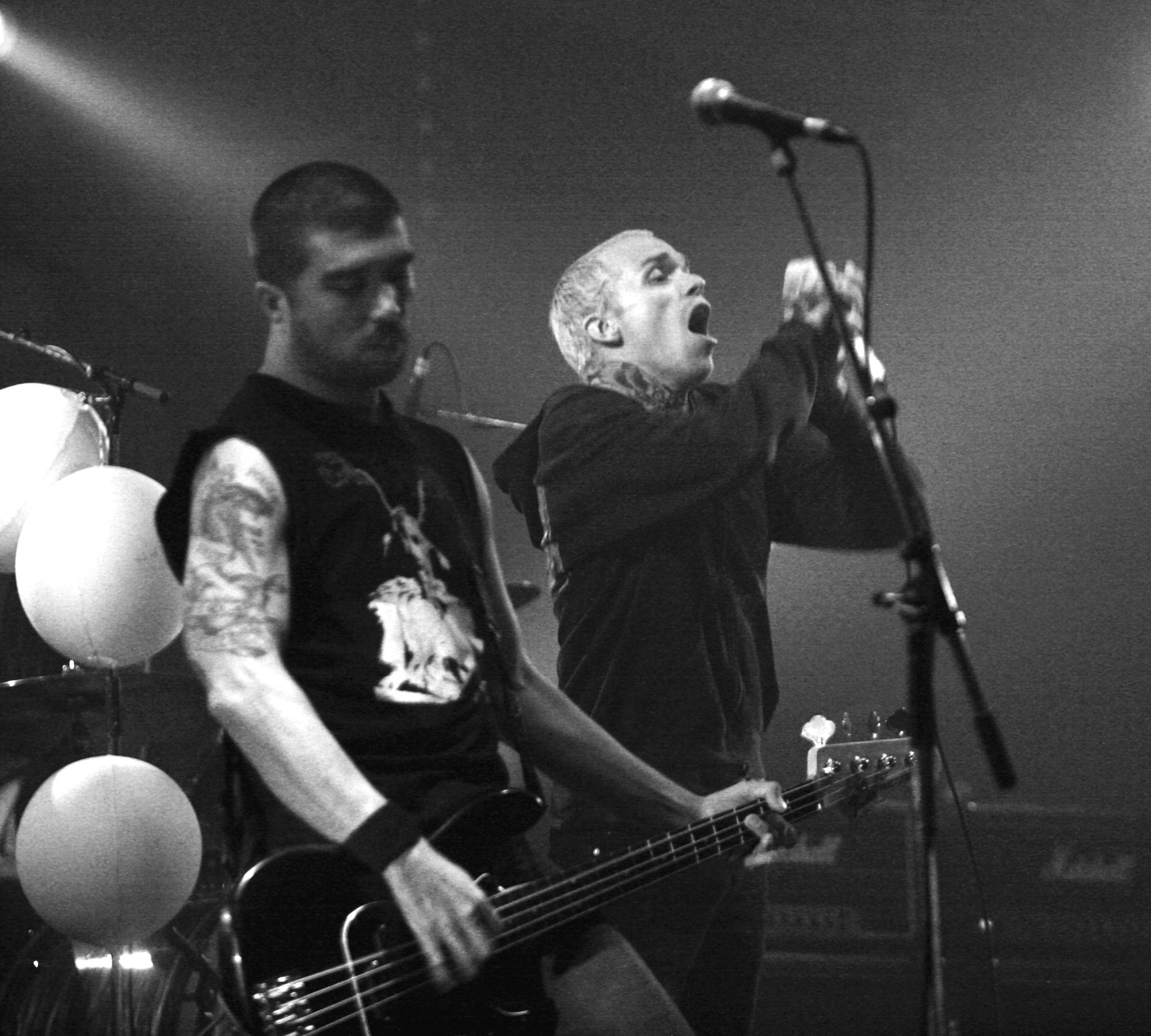
Converge, стояли у истоков маткора (Eurockéennes, Франция, 2007 год).

| Группа                               | Страна         | Год основания | Примечания                  |
| ------------------------------------ | -------------- | ------------- | --------------------------- |
| Architects                           | Великобритания | 2004          | [ 24 ]                      |
| Benea Reach                          | Норвегия       | 2003          | [ 25 ] [ 26 ]               |
| Blood Has Been Shed                  | США            | 1997          | [ 27 ]                      |
| Botch                                | США            | 1993          | [ 28 ] [ 29 ] [ 30 ] [ 31 ] |
| Car Bomb                             | США            | 2002          | [ 17 ]                      |
| Cranial Incisored                    | Индонезия      | 1998          | [ 32 ]                      |
| Coalesce                             | США            | 1994          | [ 33 ]                      |
| Converge                             | США            | 1990          | [ 34 ]                      |
| Dance Club Massacre                  | США            | 2004          | [ 35 ]                      |
| Daughters                            | США            | 2001          | [ 36 ]                      |
| The Dillinger Escape Plan            | США            | 1997          | [ 37 ] [ 38 ]               |
| The End                              | Канада         | 1999          | [ 39 ]                      |
| Myotonia                             | США            | 2008          | [ 40 ]                      |
| Protest the Hero                     | Канада         | 1999          | [ 41 ]                      |
| PsyOpus                              | США            | 2002          | [ 42 ]                      |
| Rolo Tomassi                         | Великобритания | 2005          | [ 43 ]                      |
| Strict Vincent                       | Австралия      | 1999          | [ 44 ]                      |
| Terminally Your Aborted Ghost        | США            | 2001          | [ 45 ]                      |
| The Tony Danza Tapdance Extravaganza | США            | 2004          | [ 46 ]                      |
| Terminally Your Aborted Ghost        | США            | 2001          | [ 45 ]                      |
| Vampire Squid                        | США            | 2013          | [ 47 ]                      |
| War from a Harlots Mouth             | Германия       | 2005          | [ 48 ]                      |